# I've Got So Much to Give
I've Got So Much to Give è l'album di debutto del cantante statunitense Barry White, pubblicato nel 1973 dalla 20th Century Records.

## Storia
L'album raggiunse la vetta della classifica R&B. Inoltre ottenne il #16 della Billboard 200. L'album fu un successo, e raggiunse la top ten R&B con due singoli, I'm Gonna Love You Just a Little More Baby, che salì al #1, e I've Got So Much to Give. Entrambe ebbero successo anche nella Billboard Hot 100, raggiungendo rispettivamente il #3 ed il #32. I'm Gonna Love You Just a Little More Baby fu anche una hit nella UK Singles Chart, raggiungendo il #23. L'album è stato rimasterizzato in digitale e ristampato su CD con delle bonus tracks nel 2010 dalla Hip-O Select.

## Tracce
1. Standing in the Shadows of Love (Holland, Dozier, Holland) - 8:02
2. Bring Back My Yesterday (Relf, White) - 6:42
3. I've Found Someone (White) - 5:54
4. I've Got So Much to Give (White) - 8:14
5. I'm Gonna Love You Just a Little More Baby (White) - 7:11

## Classifiche
Album
| Anno | Album                    | Posizione | Posizione |
| Anno | Album                    | US        | US R&B    |
| ---- | ------------------------ | --------- | --------- |
| 1973 | I've Got So Much to Give | 16        | 1         |

Singolo
| Anno | Singolo                                      | Posizione | Posizione | Posizione |
| Anno | Singolo                                      | US        | US R&B    | UK        |
| ---- | -------------------------------------------- | --------- | --------- | --------- |
| 1973 | "I'm Gonna Love You Just a Little More Baby" | 3         | 1         | 23        |
| 1973 | "I've Got So Much to Give"                   | 32        | 5         | —         |